# Queratoconjuntivitis seca
La queratoconjuntivitis seca, síndrome de l'ull sec o, simplement, ull sec és el tipus de queratoconjuntivitis més freqüent en què la pel·lícula lacrimal no conserva la seva estabilitat.

## Causes
Normalment no hi ha una sola causa per a l'ull sec, són multitud de factors els que propicien aquesta malaltia. I per altra banda, és molt freqüent el que podem anomenar ull sec subclínic, és a dir, criteris de sequedat en l'exploració (per exemple, una llàgrima que es trenca en 5 segons) però el pacient no té símptomes. En aquests casos l'estabilitat lacrimal està "al límit", i un només factor desencadena tot el procés. Fets tan banals com estar unes hores prop d'un aire condicionat, començar a usar llentilles, o qualsevol altra cosa habitual pot precipitar uns símptomes de sequedat. La culpa no és només les llentilles o l'aire condicionat, sinó que se sumen tots els altres factors que existeixen encara que abans no donaven símptomes.

### Factors externs
No depenen de l'ull, però cada vegada són més, donat el nostre estil de vida: vent, aire condicionat, calefacció. Aquests elements augmenten l'evaporació de la llàgrima. La contaminació de l'aire també influeix, igual que la sequedat de l'ambient. També podem considerar factors externs a l'ull l'ús de llentilles o de col·liris. També existeixen alguns medicaments que són capaços de disminuir la producció de llàgrima.

### Factors interns
Poden ser de diversos tipus:
- Alteració del parpelleig. Si no es parpelleja bé, l'ull s'asseca. Quan s'està concentrat en alguna cosa (lectura, ordinador), inconscientment parpellegem menys. Existeixen malalties que dificulten el parpelleig; com és el cas dels pacients en coma, que poden quedar amb els ulls oberts. Al fil d'això, hi ha persones que quan dormen no tanquen del tot les parpelles, i un petit buit és suficient perquè se'ls assequi aquesta zona exposada i després pel dia tinguin moltes molèsties. Altre exemple de malaltia que afecta el parpelleig és la paràlisi facial, on mitja cara queda sense moviment. Les parpelles també es paralitzen, i no poden tancar-se (aquest tipus d'ull sec s'anomena lagoftalmos).

- Alteració del component aquós de la llàgrima. La llàgrima es constituïx d'aigua en la seva gran majoria, pel que la major part de les glàndules s'encarreguen de secretar aigua. Per tant, qualsevol patologia que afecti a les glàndules en general, produirà primerament un problema en el component aquós. De forma natural les glàndules del nostre organisme sofrixen una deterioració amb els anys. A partir de certa edat, és molt habitual trobar-nos quadres de faringitis crònica (per sequedat de la gola), ull sec, i sequedat d'altres mucoses (vaginal, nasal, etc.). Aquests teixits que han d'estar humitejats sofrixen una irritació crònica perquè la capa d'humitat és pitjor que abans. L'ull és un més dels òrgans afectats per aquest envelliment. Hi ha factors hormonals que modifiquen aquesta deterioració natural; per exemple, en dones després de la menopausa es produeix molta més sequedat. Per tant, l'alteració del component aquós està sempre present en els ulls secs de les persones majors. Per altra banda, hi ha malalties que directament produïxen un dèficit del llàgrima acusat (l'exemple més paradigmàtic és la síndrome de Sjögren).

- Alteració del component lipídic: és una causa molt normal, la més freqüent en el cas de persones joves. En aquest cas no manca quantitat de llàgrima, però la que hi ha és inestable, es trenca i s'evapora de seguida perquè el component gras no fa la seva funció. Gairebé sempre, la causa és la blefaritis, una inflamació crònica de la vora de les parpelles, que condiciona que a aquest nivell es produeixi una secreció grassa alterada. És molt freqüent trobar aquesta blefaritis, i trobar les dades clíniques d'ull sec, encara que el subjecte no tingui símptomes. Aquesta persona, ara sense símptomes però amb una llàgrima inestable, podrà patir símptomes d'ull sec de seguida (llentilles, ordinador, aire condicionat, etc.).

- Alteració del component mucinós: la deficiència aïllada de la part proteica és infreqüent, i es donen en casos de malalties severes i relativament rares de l'ull (conjuntivitis cicatricials, tracoma, cremades oculars, síndrome de Stevens-Johnson).

- Disminució del reflex de producció de llàgrima: Pot ocórrer que les glàndules com a tal estiguin sanes, però no rebin l'ordre de produir suficient llàgrima. Això ocorre generalment quan el cervell "no s'assabenta" que l'ull s'està quedant sec. Els nervis de la còrnia s'encarreguen d'avisar quan falta llàgrima, per a produir més. Si per qualsevol causa aquests nervis no funcionen, es produeix ull sec. La causa més freqüent és l'anomenada anestèsia corneal: persones que es poden a arribar a tocar la còrnia sense sentir gairebé molèstia (en qualsevol persona normal, qualsevol frec de la còrnia és molt molest i tanquem l'ull immediatament). Les causes d'aquesta anestèsia corneal poden ser un herpes ocular o l'ús de llentilles.

## Símptomes
Hi ha un gran ventall de símptomes que poden aparèixer. Alguns es presenten només en els casos més severs. En els casos lleus, els símptomes solen ser esporàdics i poc molests, i quan més intens és el quadre, els símptomes són més nombrosos i molests.
Els símptomes més freqüents són sensació de sequedat, pesadesa de les parpelles, coïssor, envermelliment d'ulls, sensació de cos estrany (que tenim arena o una pestanya dintre de l'ull), dificultat per a parpellejar, cansament ocular. En un quadre més sever, es pot afegir visió borrosa i molèsties més intenses en forma de burxades. Quan hi ha complicacions (com una úlcera), pot haver dolor intens i altres símptomes derivats.
Excepte en els casos infreqüents en què només estigui afectat un ull (com en una paràlisi facial), la simptomatologia és bilateral. Pot ser asimètrica i que el pacient es queixi d'un ull, però el normal és tenir símptomes en els dos. També és típic que els símptomes variïn al llarg del dia. Normalment el pacient amb ull sec s'aixeca ja amb símptomes, té dificultat per a parpellejar, pel fet que a la nit produïm menys llàgrimes i l'ull eixut empitjora fins que les glàndules comencen a secretar. Posteriorment hi ha una millorança, però la sensació de sequedat va empitjorant al llarg del dia, i s'arriba al final de la jornada amb bastants símptomes. L'exposició a pols, fum i ambients carregats empitjora la sequedat, i el mateix passa amb el vent i l'aire condicionat o la calefacció. Poden augmentar els símptomes al sortir al carrer. L'activitat laboral també sol empitjorar els símptomes, normalment perquè l'esforç visual (lectura, ordinador, etc.) disminueix la freqüència de parpelleig. Els treballs que suposen l'exposició a productes químics volàtils que irriten els ulls també afecten l'ull sec. Finalment, la falta de somni i el cansament en general també exacerben el quadre. La pol·lució i la sequedat de l'ambient afecten molt, i per contra els dies plujosos milloren els símptomes.

## Signes
En contraposició als símptomes, els signes s'evidencien en l'exploració. Són objectius i sempre es pot comptar amb ells encara que el pacient no relati què li ocorre.

### Temps de ruptura lacrimal
És el signe més important per a l'ull sec. Ha d'haver una inestabilitat de la pel·lícula lacrimal, és a dir, que entre parpelleig i parpelleig, la llàgrima d'un pacient amb ull eixut es trenca prematurament, no aconsegueix mantenir-se com una capa homogènia. El normal és que la llàgrima aguanti íntegra 15 segons o més. Establim un límit per a l'ull sec entorn de 10 segons. Quan la llàgrima aguanta menys de 5 segons, l'ull sec és més important. Hi ha llàgrimes que no aguanten ni un segon.
Per fer el test s'observa la llàgrima a través de la làmpada de fenedura. Com la llàgrima és transparent, s'utilitza un colorant innocu en la superfície ocular: la fluoresceïna. Immediatament es reparteix per la llàgrima. Aquest colorant s'utilitza normalment per a diagnosticar defectes en l'epiteli de la còrnia, però també serveix per al diagnòstic de l'ull sec. La fluoresceïna és ataronjada, però amb una llum blava cobalt (que l'apliquem des de la font de llum del llum d'esquerda) es veu com un groc verdós fluorescent. Aquesta fluoresceïna està continguda en la pel·lícula lacrimal, pel que es veu repartida de forma homogènia sobre la còrnia, amb un aspecte blavenc (per la llum) groguenc. Un cop la fluoresceïna està a l'ull, es demana al pacient que no parpellegi i es conten els segons des de l'últim parpelleig fins que es veu que la llàgrima es trenca. En trencar-se, es formen zones sense fluoresceïna, fosques, sobre la còrnia.

### Queratitis puntejada
La queratopatia puntejada és un defecte de l'epiteli de la còrnia, que es veu, com el seu nom indica, com un puntejat difús. L'epiteli corneal (capa de cèl·lules que tapissa l'exterior de la còrnia) necessita humitat. La sequedat és tan perjudicial per a aquest epiteli que acaben morint les cèl·lules. Quan una cèl·lula o un grup petit de cèl·lules mor i es desprèn, queda com un petit forat en l'epiteli. En principi, no és gaire greu: no deixa cicatriu i es regenera relativament ràpid. I encara que teòricament aquest forat és una porta d'entrada per a les infeccions, és rar que es produeixin (tret que hagi contacte amb un cos estrany). La queratitis punctata la veiem també amb fluoresceïna. El colorant es fixa en les zones on no hi ha epiteli, pel que veiem com uns puntets groguencs brillants que destaquen sobre el groc suau de la pel·lícula lacrimal.

### Reacció conjuntival
La conjuntiva també queda afectada per l'ull sec. Sofreix la sequedat de la seva superfície (encara que menys que la còrnia). Per altra banda, una afectació de la còrnia com és la queratitis punctata produeix secundàriament un envermelliment de l'ull. Ens podem trobar amb 
- Hiperèmia conjuntival: sol ser un envermelliment moderat, menys intens que en el cas de les conjuntivitis infeccioses.
- Reacció papil·lar lleu: formació en la conjuntiva d'unes estructures anomenades "papil·les". Encara que és característic de l'al·lèrgia, no és exclusiu d'ella, i per exemple en l'ull sec també ens la podem trobar. En els casos d'al·lèrgies no molt intenses (on no hi ha molta picor), els símptomes i els signes són semblants als de l'ull sec, per la qual cosa és força difícil diferenciar-les.

### Prova de Schirmer
És el test clàssic per a diagnosticar l'ull sec, i està també en el protocol diagnòstic de diverses malalties que cursen amb ull sec. No obstant això, s'utilitza poc en la clínica habitual. Amb l'avaluació del temps de ruptura lacrimal i la presència d'alteracions corneals és suficient, i s'estalvien les molèsties de realitzar aquest test. Només en casos d'ulls secs severs té la seva utilitat.
Consisteix a col·locar un paper assecant sobre la superfície de l'ull. És una tira de paper que se situa uns pocs mil·límetres entre el globus ocular i la parpella inferior. Es deixa passar un temps, i la tira de paper es va xopant de la llàgrima. Després es mesuren els mil·límetres fins on s'ha humitejat el paper.

### Prova del rosa de Bengala
És freqüent l'ús del test de rosa de bengala com a confirmador del diagnòstic de la malaltia, tot i que pot interferir en els cultius i induir a falsos positius.

## Tractament
El tractament sol ser poc satisfactori fins que el pacient es fa a la idea de la seva malaltia. Pràcticament no hi ha tractaments curatius, l'ull sec és una malaltia crònica (excepte casos molt concrets com l'ull sec secundari a la cirurgia làser de la còrnia).

### Llàgrimes artificials
En la gran majoria dels casos, és l'únic tractament, i sens dubte és el més important. No es tracten les causes de l'ull sec (que seria l'ideal), es tracta el mecanisme de la malaltia. Per la causa que sigui, la llàgrima és insuficient o de dolenta qualitat, o bé no es reposa suficientment amb el parpelleig. Amb el tractament, la llàgrima natural se segueix produint igual, però la barregem amb una llàgrima creada artificialment, que és bàsicament aigua amb un o més principis actius.

### Llum polsada
El tractament amb llum polsada serveix per tractar les causes que generen l'ull sec. Una de les principals causes d'ull sec es la disfunció de les glàndules de Meibom i es aquí on actua, d'una manera indolora i sense quiròfan. Estimula la circulació i actua sobre les terminacions nervioses que controlen la producció i secreció de greixos, millorant la condició del pacient.